# Víctor Manuel Vehí Bach
Víctor Manuel Vehí Bach (9 de gener de 1960) és un jugador d'escacs català, que té el títol de Mestre Internacional des de 1988. El 1990 la Federació Catalana d'Escacs li va atorgar la insígnia de plata.
A la llista d'Elo de la FIDE del novembre de 2015, hi tenia un Elo de 2316 punts, cosa que en feia el jugador número 215 (en actiu) de l'Estat espanyol. El seu màxim Elo va ser de 2460 punts, a la llista de l'octubre de 2002 (posició 849 al rànquing mundial).

## Resultats destacats en competició
Amb deu anys va jugar al Club Escacs Congrés entrenat per l'MI Ángel Martín. Va ser campió de Catalunya juvenil en dues ocasions, els anys 1976 i 1977. L'any 1985 fou campió d'Espanya per equips amb el Club d'Escacs Terrassa.
Els anys 1993 i 1998 fou campió de Catalunya absolut. Va participar en el Campionat d'Europa d'escacs individual els anys 2006, 2007 i 2008. El juliol del 2008 fou campió de l'Obert de Sant Martí amb 7 punts de 9, els mateixos punts que Miguel Muñoz Pantoja però amb millor desempat.
El setembre de 2010 fou 2n-3r (tercer en el desempat) de l'Obert de Vallfogona de Balaguer amb 8½ punts d'11 (el campió fou Víktor Moskalenko). El 2012 fou campió de l'Open de l'Ideal d'en Clavé. El 3 de maig del 2014 fou campió de l'Actiu "Villa de Tona".